# De Janeiro
Singles par R.I.O.
Shine On
(2008)
Pistes de Shine On (The Album)
Serenade After The Love
Rio de janeiro est une chanson du groupe dance allemand R.I.O., projet des Djs, producteurs allemands Manuel Reuter et Yann Peifer sorti en format numérique le 19 novembre 2007 sous le label Spinning Records. La chanson a été écrite par Gottfried Engels, Ramon Zenker, Airto Moreira et produit par Yann Peifer, Manuel Reuter.

## Liste des pistes
Téléchargement numérique
1. De Janeiro (Radio Edit) – 2:42
2. De Janeiro (S&H Project Remix) – 6:16
3. De Janeiro (Micha Moor Remix) – 6:13
4. De Janeiro – 6:22

## Credits and personnel
- Chanteur – R.I.O.
- Réalisateur artistiques – Yann Peifer, Manuel Reuter
- Parole – Gottfried Engels, Ramon Zenker, Airto Moreira
- Label: Spinnin' Records

## Classement par pays
| Classement (2007-2008)    | Meilleure position |
| ------------------------- | ------------------ |
| Pays-Bas (Single Top 100) | 14                 |

## Historique de sortie
| Pays     | Date             | Format                   | Label            |
| -------- | ---------------- | ------------------------ | ---------------- |
| Pays-Bas | 19 novembre 2007 | Téléchargement numérique | Spinnin' Records |